# Низовка (Рязанская область)
Низовка — посёлок в Сараевском районе Рязанской области России, входит в состав Новобокинского сельского поселения.

## Географическое положение
Посёлок расположен на берегу реки Бока в 2 км на юго от центра поселения села Новобокино и в 24 км на юг от райцентра посёлка Сараи.

## История
На месте нынешнего посёлка в XIX - начале XX века существовало сельцо, а позднее село Боголюбское (Коробково). Трехсвятительская деревянная церковь с колокольней в селе Боголюбском была построена в 1896 году тщанием прихожан.
В XIX — начале XX века село Боголюбское входило в состав Козьмо-Демьяновской волости Ряжского уезда Рязанской губернии. В 1906 году в селе Боголюбское было 139 дворов.
С 1929 года село являлось центром Боголюбовского сельсовета Сараевского района Рязанского округа Московской области, с 1937 года — посёлок Низовка в составе Галинского сельсовета Рязанской области, с 2005 года — в составе Новобокинского сельского поселения.

## Население
| 1859 | 1897 | 1906  | 2010 |
| ---- | ---- | ----- | ---- |
| 685  | ↗788 | ↗1022 | ↘79  |

## Инфраструктура
В посёлке имеется Боголюбовский фельдшерско-акушерский пункт.